# Roger the Engineer
《Roger the Engineer》(원래 영국에서 《Yardbirds》로 출시되었으며 미국, 독일, 프랑스 및 이탈리아에서는 《Over Under Sideways Down》으로 출시됨)는 영국의 유일한 스튜디오 음반이자 영국의 록 밴드 야드버즈의 세 번째 미국 음반이다. 1966년에 녹음되어 발매된 이 음반은 기타리스트 제프 벡이 전 트랙에 수록된 유일한 야드버즈 음반이며 모든 원본 자료를 포함하고 있다. 베이시스트 폴 샘웰스미스와 매니저 사이먼 네이피어벨이 프로듀싱했다.
비록 영국판은 여전히 오피셜 차트 컴퍼니와 같은 권위 있는 차트 출처들에 의해 《Yardbirds》라는 이름으로 불리고 있지만, 처음에는 구어체로, 그 후 반공식으로, 밴드 멤버인 크리스 드레야가 음반의 오디오 엔지니어 로저 카메론의 커버 드로잉에서 유래한 제목인 《Roger the Engineer》로 불렸다.
이 음반은 영국 음반 차트에서 20위에 오른 유일한 야드버즈 음반이다. 미국에서는 빌보드 200 차트에서 52위에 올랐고, 미국에서 밴드의 가장 높은 차트의 스튜디오 음반이 되었다. 이 음반의 가장 잘 알려진 곡인 〈Over Under Sideways Down〉은 음반이 발매되기 두 달 전인 1966년 5월에 싱글로 발매되었다.
이 음반은 로버트 다이머리의 《죽기 전에 꼭 들어야 할 앨범 1001》에 포함되어 있다. 2012년에는 《롤링 스톤》이 선정한 역사상 가장 위대한 음반 500장 중 350위에 올랐다.

## 녹음
싱글 〈Over Under Sideways Down〉은 1966년 4월 19일부터 20일까지 런던의 애드비전 스튜디오에서 녹음되었다. 이 음반의 나머지 부분은 1966년 5월 31일부터 6월 4일까지 애드비전에서 녹음되었다. 폴 샘웰스미스와 사이먼 네이피어벨이 이 음반을 프로듀싱했고, 1966년 7월 15일 영국의 컬럼비아 그래프폰 컴퍼니가, 1966년 7월 18일 미국의 에픽 레코드가 이 음반을 발매했다.

## 유산
| 전문가 평가 | 전문가 평가 |
| 평가 점수   | 평가 점수   |
| 출처        | 점수        |
| ----------- | ----------- |
| AllMusic    | [ 7 ]       |

스티븐 토마스 얼와인은 회고적인 올뮤직 리뷰에서 이 음반을 "그 시대의 위대한 음반 중"은 아니지만 "야드버즈의 가장 좋은 개인 스튜디오 음반, 그들의 가장 좋은 사이키델리아 일부를 제공한다"고 평가한다.
《롤링 스톤》은 이 음반을 "역사상 가장 위대한 음반 500장" 목록에서 2003년 349위, 2012년 350위에 랭크했다.

## 곡 목록
모든 곡들은 크리스 드레야, 짐 매카티, 제프 벡, 키스 렐프 그리고 폴 샘웰스미스에 의해 작사/작곡하였다.
| #  | 제목                                       | 재생 시간 |
| -- | ------------------------------------------ | --------- |
| 1. | 〈Lost Woman〉                             | 3:16      |
| 2. | 〈Over Under Sideways Down (Rechanneled)〉 | 2:24      |
| 3. | 〈The Nazz Are Blue〉                      | 3:04      |
| 4. | 〈I Can't Make Your Way〉                  | 2:26      |
| 5. | 〈Rack My Mind〉                           | 3:15      |
| 6. | 〈Farewell〉                               | 1:29      |

| #   | 제목                            | 재생 시간 |
| --- | ------------------------------- | --------- |
| 7.  | 〈Hot House of Omagararshid〉   | 2:39      |
| 8.  | 〈Jeff's Boogie (Rechanneled)〉 | 2:25      |
| 9.  | 〈He's Always There〉           | 2:15      |
| 10. | 〈Turn into Earth〉             | 3:06      |
| 11. | 〈What Do You Want〉            | 3:22      |
| 12. | 〈Ever Since the World Began〉  | 2:09      |